# Chojnów
Chojnów (in tedesco: Haynau) è una città della Polonia sud-occidentale con 14 389 abitanti nel 2006.
Chojnów si trova nel voivodato della Bassa Slesia dal 1999, mentre dal 1975 al 1998 ha fatto parte del voivodato di Legnica.

## Sport
- Chojnowianka Chojnów - squadra di calcio